# Ilia Gruev (futbolista nacido en 2000)
Ilia Gruev (Sofía, 6 de mayo de 2000) es un futbolista búlgaro que juega en la demarcación de centrocampista para el Leeds United F. C. de la Premier League.

## Selección nacional
Tras jugar en distintas categorías inferiores de la selección, finalmente hizo su debut con la selección de fútbol de Bulgaria en un encuentro de la Liga de Naciones de la UEFA 2022-23 contra Gibraltar que finalizó con un resultado de 5-1 a favor del combinado búlgaro tras el gol de Roy Chipolina para Gibraltar, y de Valentin Antov, Kiril Despodov, Radoslav Kirilov, Iliyan Stefanov y de Marin Petkov para Bulgaria.

## Clubes
| Club                | País       | Año       | Partidos | Goles |
| ------------------- | ---------- | --------- | -------- | ----- |
| SV Werder Bremen II | Alemania   | 2019-2020 | 19       | 2     |
| SV Werder Bremen    | Alemania   | 2021-2023 | 62       | 1     |
| Leeds United F. C.  | Inglaterra | 2023-     | 60       | 1     |

## Palmarés

### Títulos nacionales
| Título           | Club               | País       | Año  |
| ---------------- | ------------------ | ---------- | ---- |
| EFL Championship | Leeds United F. C. | Inglaterra | 2025 |